# Chitose Get You!!
Chitose Get You!! (яп. ちとせげっちゅ!!) — комедийная четырёхпанельная манга (ёнкома) авторства Эцуи Масимы, выходящая в Японии с 2002 года. В 2005 и 2006 годах вышли первая и вторая drama CD адаптации манги соответственно. В марте 2012 года был анонсирован выход аниме адаптации. В следующем месяце стало известно что премьера состоится в июле. В мае же был анонсирован состав сэйю. Одновременно с показом по телевидению, аниме будет транслироваться на сайте компании Nico Nico Douga.

## История создания
По признанию автора, создание манги началось с другой его работы, манги Koi Neko. Журнал в котором публиковалась эта манга был закрыт и автору пришлось перейти в журнал занимающийся публикацией ёнкомы. Из возникших при этом разговоров «а не попробовать ли теперь ёнкому в жанре романтической комедии?» и родилась «Chitose Get You». Каких либо реальных прототипов у главной героини новой работы не было. Была лишь идея о хорошо знакомой, живущей по соседству энергичной девочке. Возможно, она излишне энергична, но это позволяет ей пробиваться через препятствия и делает окружающих персонажей «живыми». Название же манги произошло от изредка попадающегося на глаза во время обсуждений «Saru Get You».

## Сюжет
Одиннадцатилетняя Титосэ Сакураба влюблена в молодого человека по имени Хироси Касивабара, работающего в мэрии напротив школы, и постоянно его преследует.

## Критика
По мнению рецензента UK Anime Network, кошмарно звучит уже одно описание истории о том как ученица начальной школы влюбилась в человека на много старше её самой. Хотя Silver Link обычно и снимает хорошие комедии, такие как Baka to Test to Shoukanjuu, уже сам факт подобной премьеры наводит на рецензента ужас.